# 王滝村営バス
王滝村営バス（おうたきそんえいバス）は長野県木曽郡王滝村が運営する路線バス。おんたけ交通に運行業務を委託をしている。夏山シーズンのみ運行している。王滝村を日常的に結ぶバスもあり、木曽町生活交通システムが運行している。

## 歴史
- 2006年7月運行を開始。
- 2014年 - 秋季も運行継続。

## 運行路線
- 御岳田の原線
  - 木曽福島駅前 - 下二子持 - 王滝 - 市民休暇村 - 八海山 - 御岳田の原

## 運賃
- 対キロ制採用